# Komunikacja miejska we Wrocławiu

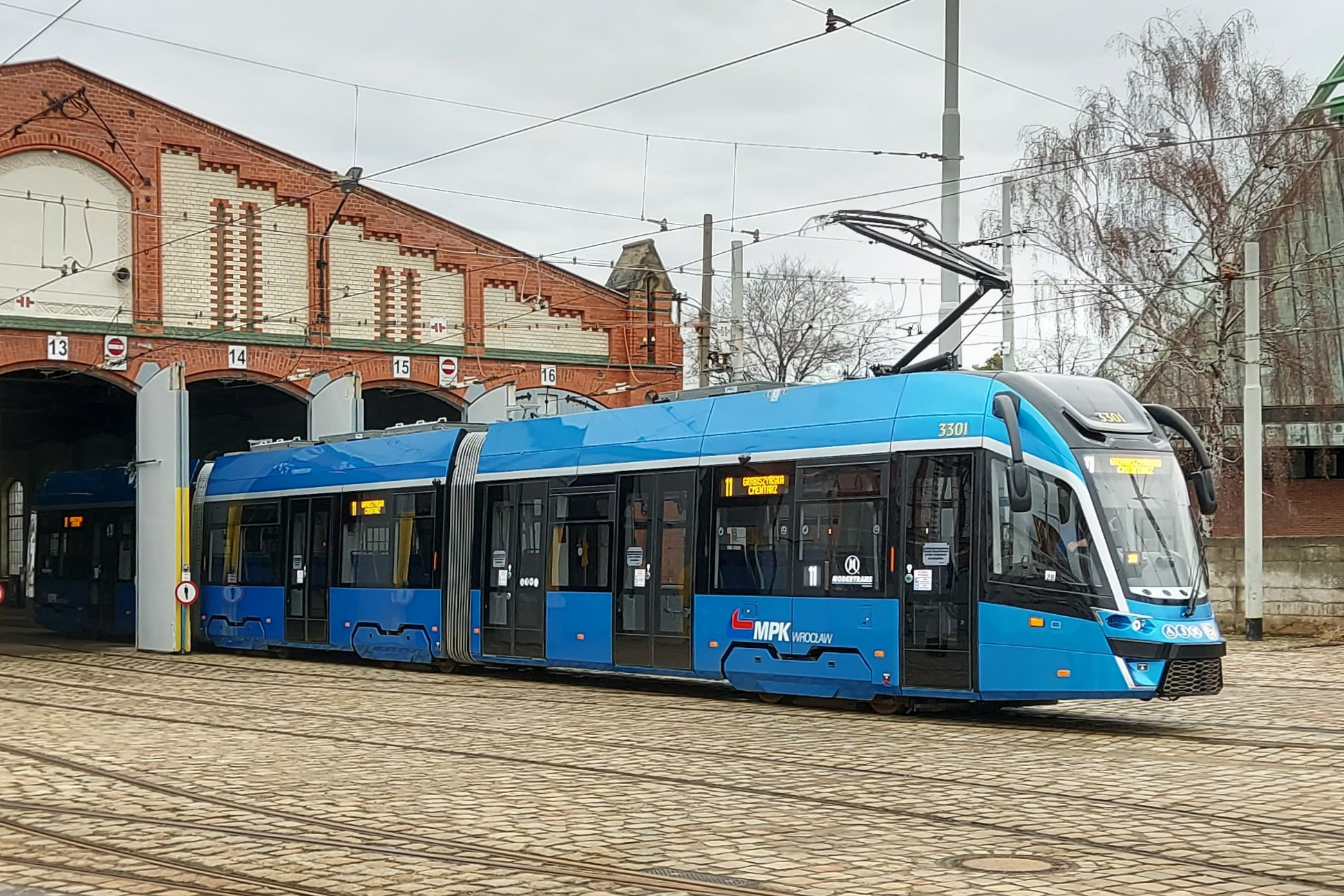
Tramwaj Moderus Gamma LF 07 AC

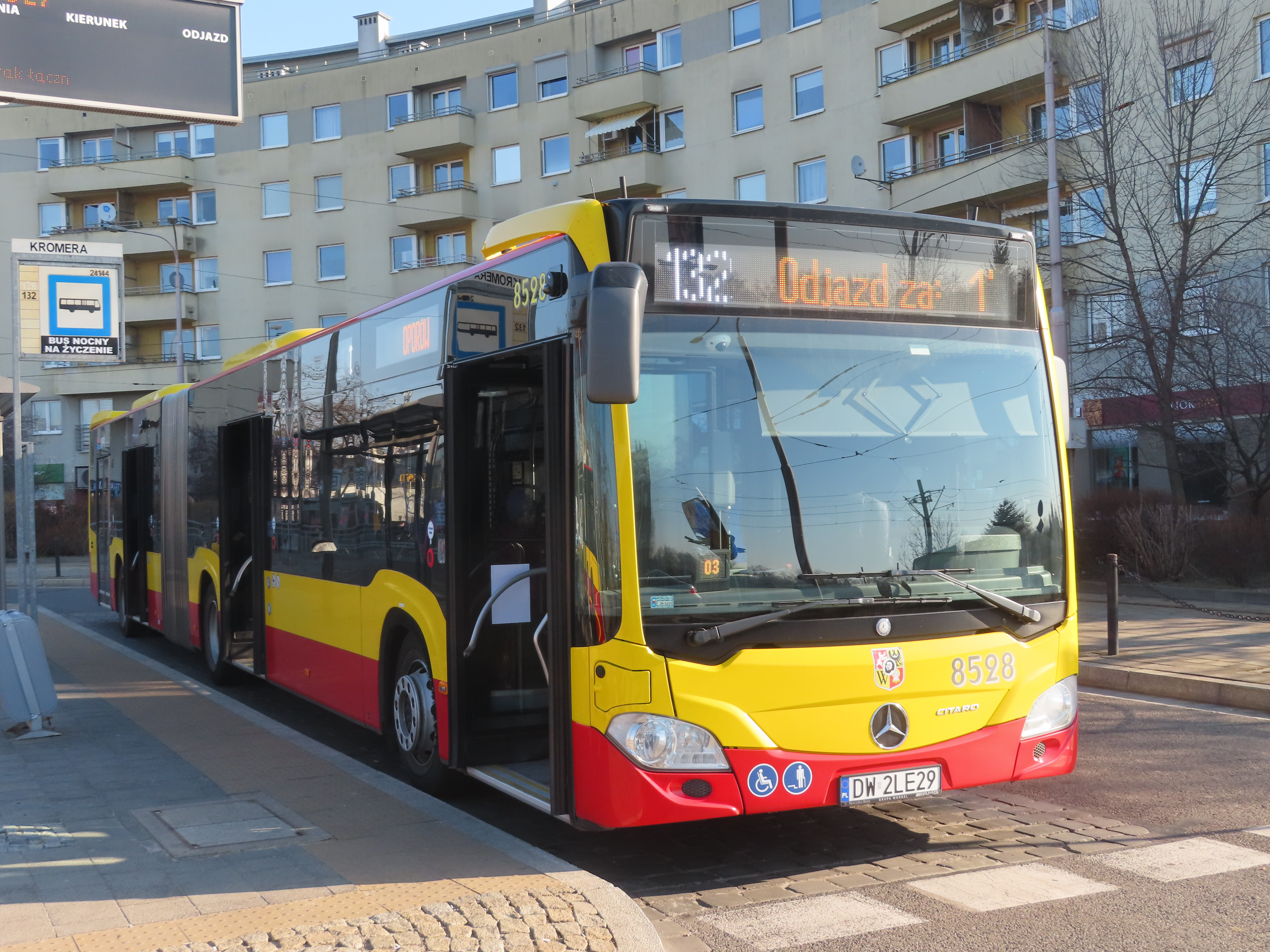
Autobus Mercedes-Benz Citaro C2 G

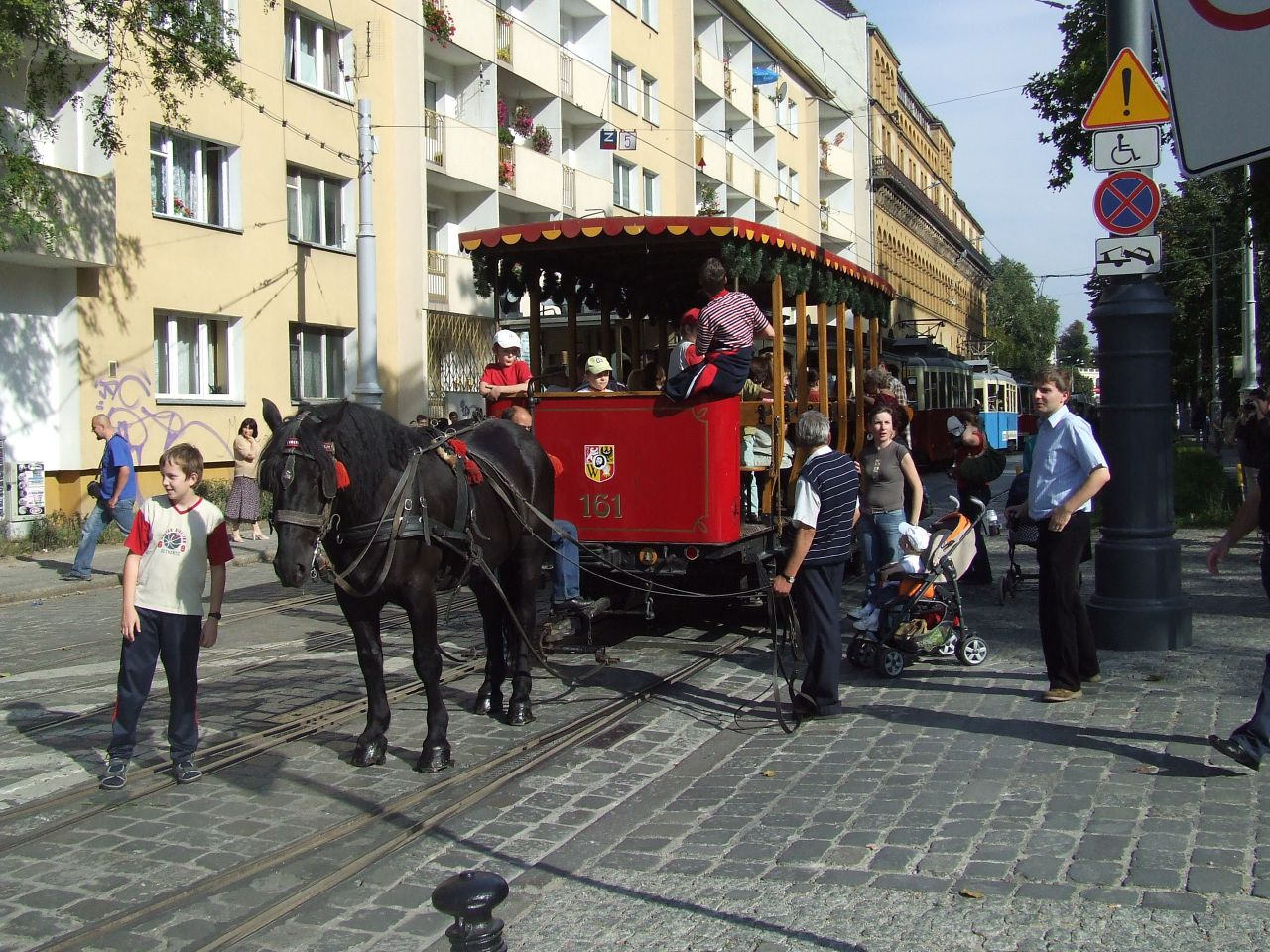
Tramwaj konny we Wrocławiu

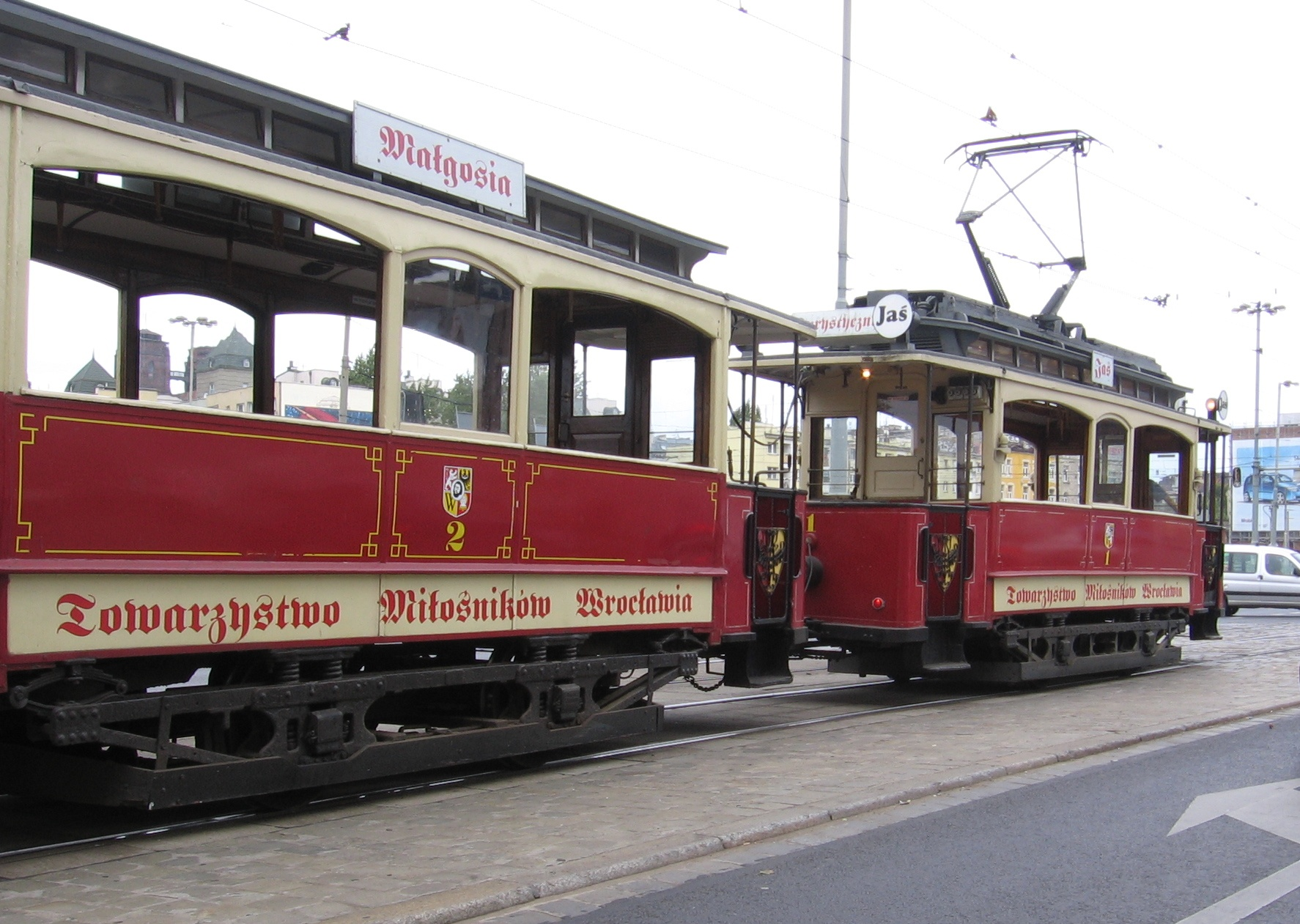
Zabytkowe wagony Berolina – Jaś i Małgosia

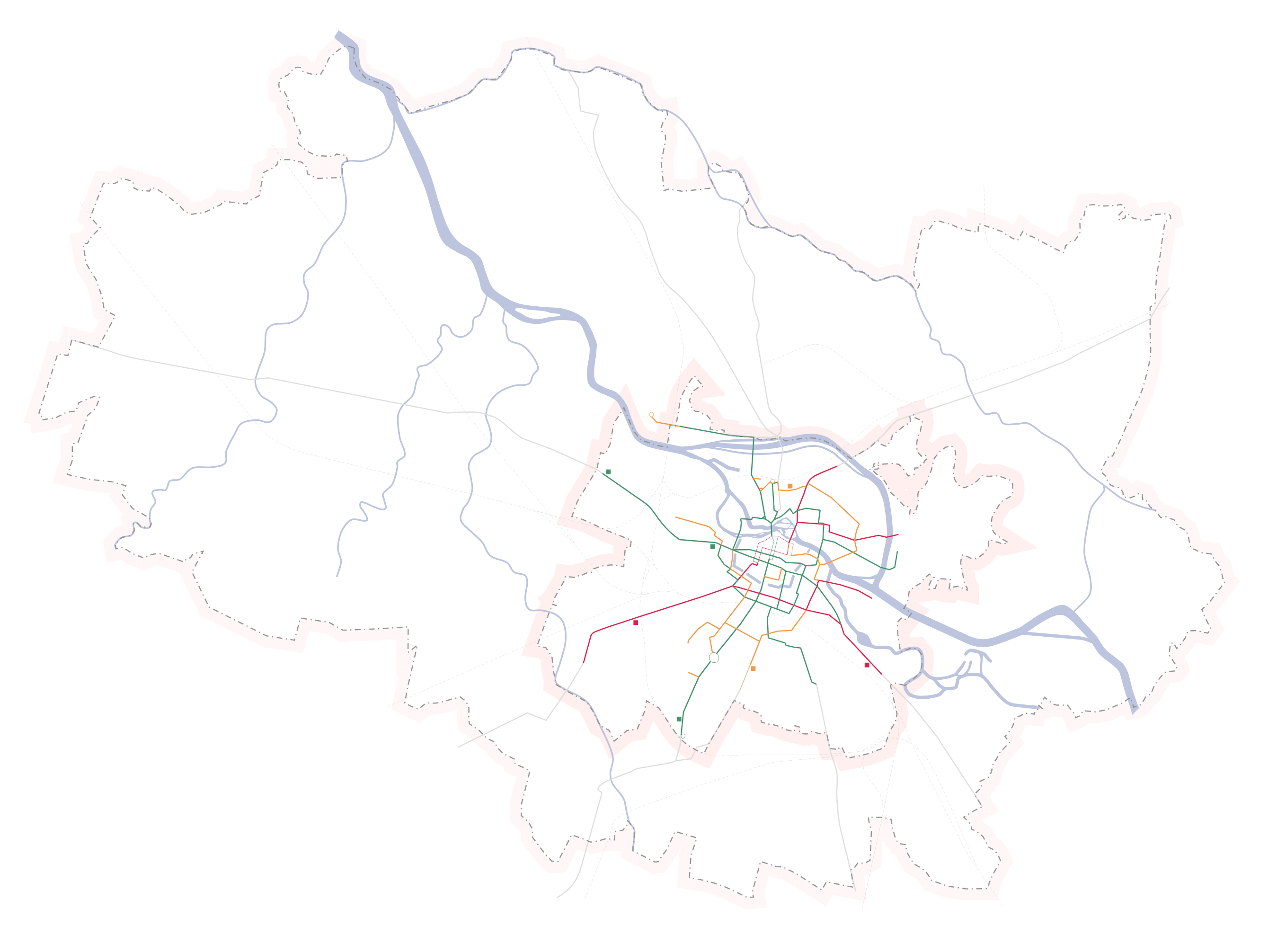
Sieć torowisk tramwajowych we Wrocławiu w roku 1911:
Czerwone – BSEG, Zielone – ESB, Żółte – SSB
małymi kółeczkami zaznaczone pętle tramwajowe, kwadracikami – zajezdnie

Komunikacja miejska we Wrocławiu – system transportu miejskiego oparty współcześnie na komunikacji tramwajowej i autobusowej, stosowany we Wrocławiu. Na system ten składają się zarówno odpowiednie środki techniczne umożliwiające przewóz osób w obrębie miasta oraz w rejonach podmiejskich, jak i odpowiednia organizacja i inżyniera ruchu. We Wrocławiu komunikacja miejska funkcjonuje od 1840 roku, kiedy to uruchomiono pierwsze połączenia omnibusowe z Rynku do ówcześnie podwrocławskich Popowic.

## Rodzaje stosowanych środków technicznych
W całej historii komunikacji miejskiej funkcjonowały we Wrocławiu różne rodzaje transportu miejskiego, oparte na następujących środkach transportu:
- omnibusy (1840–1914)[1][2][3]
- tramwaje konne (1877–1906)[1][4]
- tramwaje elektryczne (od 1893)[1][5]
- trolejbusy (1912–1913)[1]
- autobusy (od 1925 /1904/)[1][6]
- tramwaje wodne (do początku lat 50. XX wieku)[7]
- promy (do lat 70. XX wieku)[8]
- taksówki (od 1906)[9]
- kolej linowa – kolej gondolowa (od 2013)[10]
- kolej (2013–2021 i od 2024)[a][11][12][13][14]

Współcześnie w ramach komunikacji miejskiej funkcjonuje zorganizowany system transportu miejskiego oparty na komunikacji tramwajowej i autobusowej, wspierany przez kolej. W zakresie tego systemu przewozy prowadzi kilka firm, przy czym komunikację tramwajową i autobusową obsługuje Miejskie Przedsiębiorstwo Komunikacyjne sp. z o.o. (MPK), a w zakresie komunikacji autobusowej także Dolnośląskie Linie Autobusowe (DLA), Polbus i inne. Oprócz nich w obrębie miasta zlokalizowane są końcowe przystanki autobusowe pojedynczych linii komunikacji gminnej Gminy Kobierzyce. We wcześniejszych, pewnych okresach istniała również możliwość korzystania z przewozu autobusami w obrębie miasta w ramach lokalnych linii PKS. Ponadto w mieście działa 20 korporacji taksówkowych. MPK zapewnia także przewozy osób niepełnosprawnych, poruszających się na wózkach inwalidzkich, dzięki 4 zakupionym przez PFRON, odpowiednio przystosowanym taksówkom–busom. 

## Rys historyczny
Jak wyżej zaznaczono początek uruchomienia regularnych połączeń dla przewozu pasażerów we Wrocławiu sięga roku 1840, kiedy to prywatna firma uruchomiła linię łączącą Rynek z Popowicami, obsługiwaną za pomocą omnibusów. Komunikacja omnibusowa szybko została przejęta przez Breslauer Omnibusgesellschaft (Wrocławskie Towarzystwo Omnibusowe). W roku 1877 uruchomiono pierwsze tramwaje konne, które z czasem stały się dominującym środkiem komunikacji miejskiej. Ten system komunikacji prowadzony był przez powołane do życia w 1876 roku Breslauer Straßen-Eisenbahn-Gesellschaft – BSEG (Wrocławskie Towarzystwo Kolei Ulicznej). W 1893 roku uruchomiono pierwsze połączenia tramwajów elektrycznych. Sieć tramwajową zbudowała firma AEG, a komunikację realizowała spółka akcyjna Elektrische Strassenbahn Breslau – ESB (Wrocławskie Tramwaje Elektryczne). W tym okresie równolegle funkcjonowała komunikacja omnibusowa i tramwajowa, zarówno tramwajów konnych, jak i elektrycznych. W 1901 roku została powołana spółka Städtische Straßenbahn Breslau – SSB (Tramwaje Miejskie Wrocław), która kolejno wchłonęła konkurencyjne firmy i scaliła komunikację w mieście: BSEG w 1911 roku i ESB w 1924 roku. W 1939 roku SSB została przekształcona w firmę Breslauer Verkehrsbetriebe – BVB. W 1912 roku spółka Gleislose Lloyd-Bahn Brockau uruchomiła jedyną linię trolejbusową, która została zamknięta i rozebrana już w następnym 1913 roku. W 1925 roku SSB uruchomiła komunikację autobusową.
Po zakończeniu II wojny światowej pierwsze połączenia tramwajowe i autobusowe uruchomiono już w 1945 roku. Do początku lat 90. XX wieku komunikację realizowało państwowe przedsiębiorstwo MPK, w 1991 roku przekształcone w zakład budżetowy Gminy Wrocław, a od 1996 roku spółka z ograniczoną odpowiedzialnością. W mieście pojawili się także inni przewoźnicy autobusowi: DLA, POLBUS i inni.

## Kalendarium
Poniżej przestawiono kalendarium z uwzględnieniem uruchamiania i likwidowania poszczególnych rodzajów transportu miejskiego, przy czym dla tramwajów wodnych i promów brak jest dat rozpoczęcia ich eksploatacji (brak danych).
| rok              | rodzaj                          | wydarzenie                              |
| ---------------- | ------------------------------- | --------------------------------------- |
| 1840             | omnibus                         | uruchomienie                            |
| 1877             | tramwaj konny                   | uruchomienie                            |
| 1893             | tramwaj elektryczny             | uruchomienie                            |
| 1904             | autobus                         | uruchomienie                            |
| 1905             | autobus                         | likwidacja                              |
| 1906             | tramwaj konny                   | likwidacja                              |
| 1906             | taksówka                        | uruchomienie                            |
| 1912             | trolejbus                       | uruchomienie                            |
| 1913             | trolejbus                       | likwidacja                              |
| 1914             | omnibus                         | likwidacja                              |
| 1925             | autobus                         | uruchomienie                            |
| 1913             | trolejbus                       | likwidacja                              |
| 2 kwietnia 1945  | tramwaj, autobus                | wstrzymanie działania podczas oblężenia |
| 22 sierpnia 1945 | tramwaj                         | uruchomienie po II wojnie światowej     |
| 22 sierpnia 1945 | autobus                         | uruchomienie po II wojnie światowej     |
| 1945             | taksówka                        | uruchomienie po II wojnie światowej     |
| l. 50. XX wieku  | tramwaj wodny                   | likwidacja                              |
| 1958             | taksówka osobowa                | uruchomienie przez MPK                  |
| 1964             | taksówka osobowa                | likwidacja w MPK                        |
| 1968             | taksówka bagażowa               | uruchomienie przez MPK                  |
| 1969             | taksówka bagażowa               | likwidacja w MPK                        |
| 1970             | tramwaj wodny                   | nieudana próba reaktywacji              |
| l. 70. XX wieku  | prom                            | likwidacja                              |
| 1999             | busy dla osób niepełnosprawnych | uruchomienie                            |
| 2003             | tramwaje (linie nocne)          | likwidacja                              |
| 2013             | kolej linowa                    | uruchomienie                            |
| 2013             | kolej                           | bilet zintegrowany                      |

## Zajezdnie
| Zajezdnia                | Rodzaj                  | Data uruchomienia                             | Data likwidacji                                                      | Przypis |
| ------------------------ | ----------------------- | --------------------------------------------- | -------------------------------------------------------------------- | ------- |
| I – Gaj                  | tramwajowa              | 1910                                          | czynna                                                               | [ 21 ]  |
| II – Ołbin               | tramwajowa              | 1910                                          | czynna                                                               | [ 22 ]  |
| III – Ołbińska           | tramwajowa              | 1901                                          | czynna                                                               | [ 23 ]  |
| IV – Borek               | tramwajowa              | 1900–1901                                     | czynna                                                               | [ 24 ]  |
| V – Popowice             | tramwajowa              | 1901                                          | 1945 – zmiana w zakład naprawczy 1999 – prywatyzacja 2016 – upadłość | [ 25 ]  |
| VI – Dąbie               | tramwajowa              | 1913                                          | 5 kwietnia 2014                                                      | [ 26 ]  |
| VII – Grabiszyńska       | tramwajowa / autobusowa | 1892 – jako tramwajowa 1963 – jako autobusowa | 28 marca 2015                                                        | [ 27 ]  |
| VIII – Krakowska 71      | autobusowa              |                                               |                                                                      |         |
| IX – Obornicka           | autobusowa              | 1983                                          |                                                                      | [ 28 ]  |
| X – Tyska 18             | autobusowa              | lata 1980.                                    | 1 maja 2001                                                          | [ 29 ]  |
| DLA – Długosza 36        | autobusowa              | 2015                                          |                                                                      | [ 30 ]  |
| Michalczewski – Gazowa 3 | autobusowa              | 2015                                          |                                                                      | [ 31 ]  |
| Mobilis – Tyska 16       | autobusowa              | 2020                                          |                                                                      | [ 32 ]  |

## Współczesna komunikacja miejska

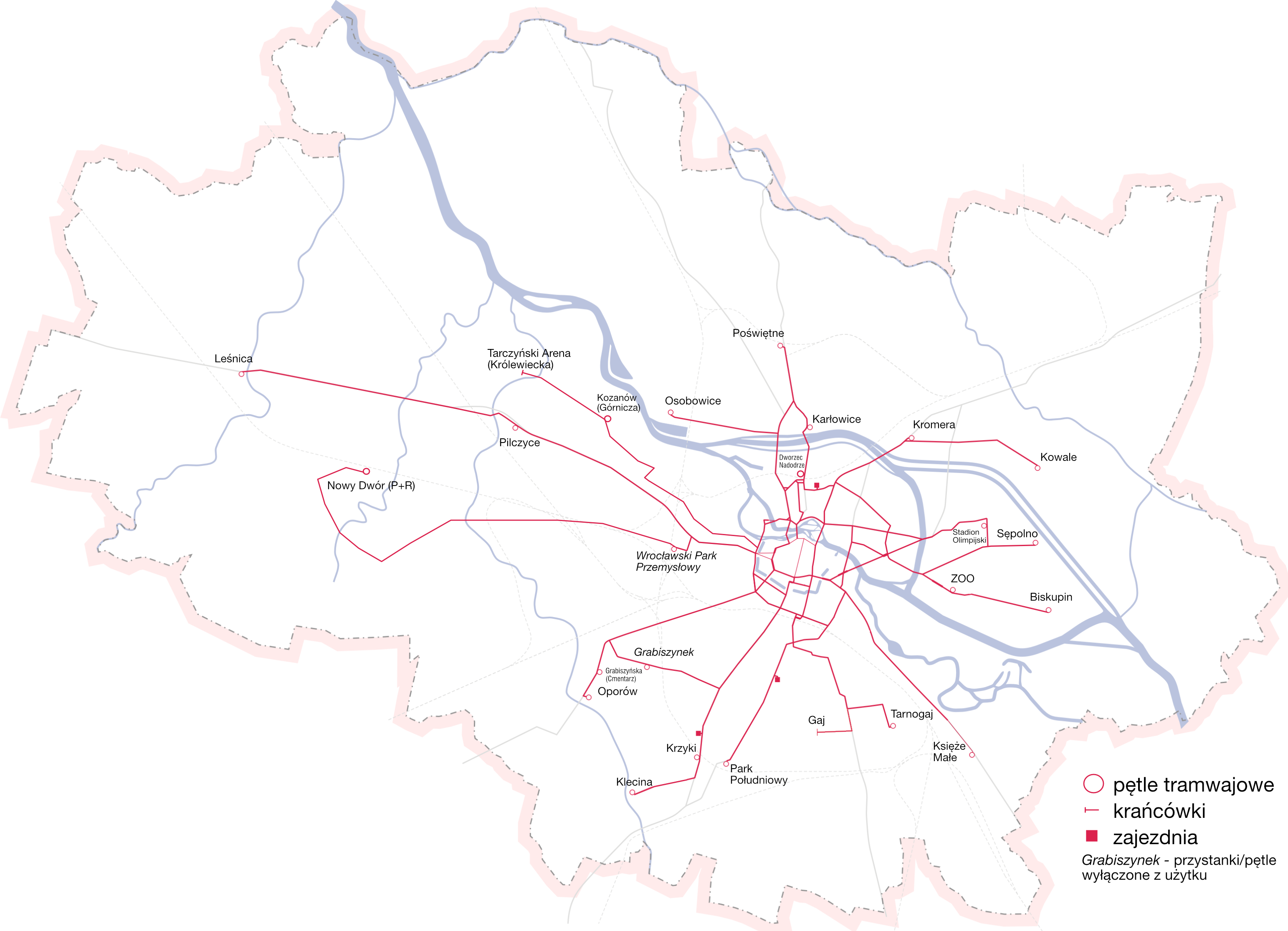
Współczesna sieć torowisk tramwajowych we Wrocławiu

Współczesna komunikacja miejska we Wrocławiu oparta jest zasadniczo na dwóch środkach transportu: tramwajach i autobusach, wspieranych przez połączenia kolejowe i – w niewielkim stopniu – przez kolej linową.

### Komunikacja tramwajowa
Wszystkie linie tramwajowe obsługiwane są przez MPK. W latach 2009–2012 wybudowano i uruchomiono nowe torowiska na osiedlu Gaj oraz Kozanów i Maślice, bez pętli tramwajowych, lecz z krańcówką dla pojazdów dwustronnych, na których uruchomiono linie w ramach programu „Tramwaj Plus”.

### Komunikacja autobusowa
Współcześnie linie autobusowe obsługiwane są przez różnych przewoźników, tj. MPK, DLA, Polbus i inni. Oprócz linii miejskich utrzymywanych i wyznaczanych przez miasto, funkcjonują linie uruchomione i utrzymywane przez duże centra handlowe.

### Komunikacja kolejowa
Na podstawie długookresowych (min. 24-godzinnych) biletów komunikacji miejskiej możliwy jest przejazd pociągami Kolei Dolnośląskich i Polregio pomiędzy stacjami mającymi Wrocław w nazwie oraz przystankiem kolejowym Iwiny.

### Kolej linowa

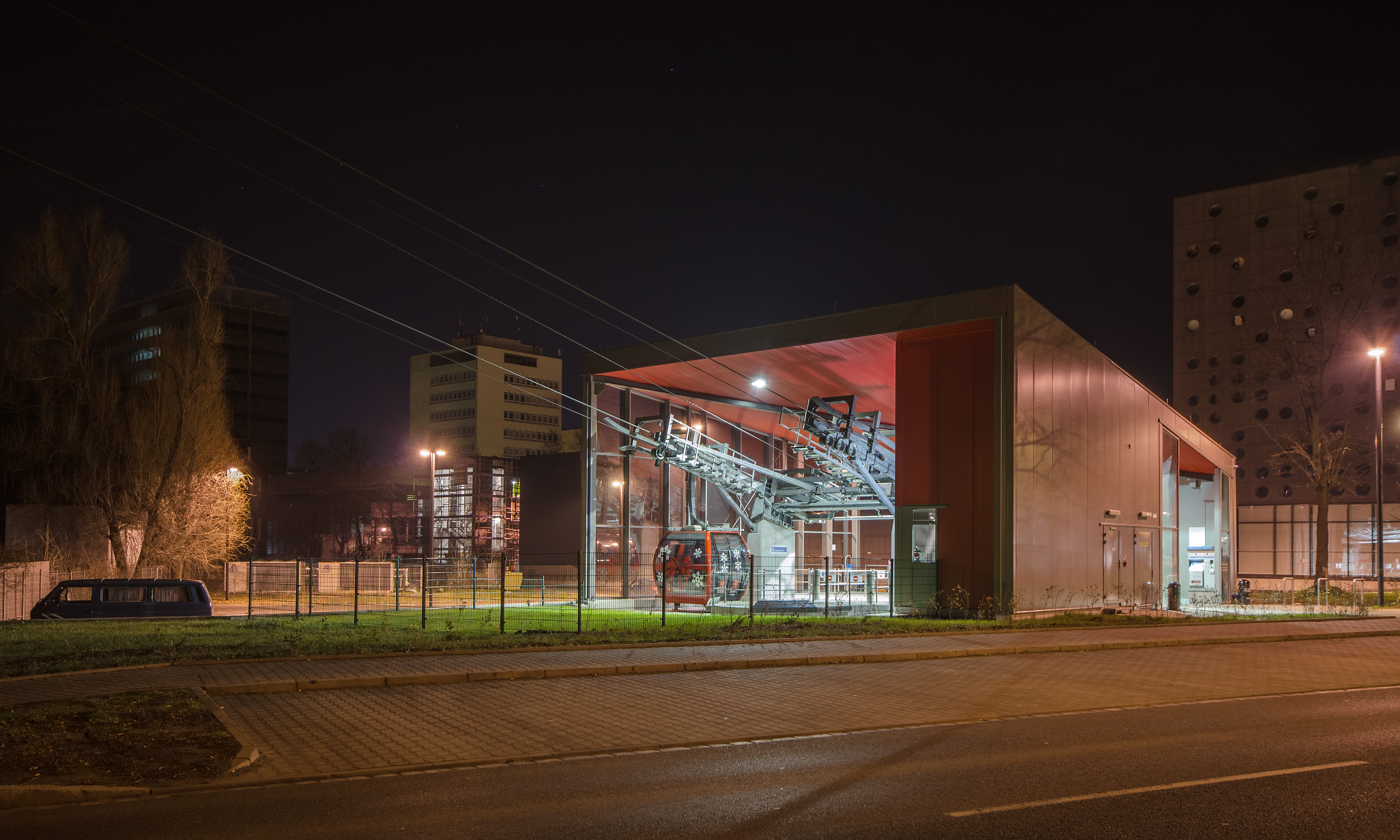
Stacja Polinki.

Zaplanowano także budowę linii kolei linowej, która połączyłaby dwa brzegi rzeki Odry w okolicach Politechniki Wrocławskiej (okolice budynku C13 Politechniki Wrocławskiej przy Wybrzeżu Wyspiańskiego) i na przeciwległym brzegu okolice nowo wznoszonego budynku Geocentrum – kampus przy ulicy Na Grobli. Pierwsze plany pojawiły się w 2011 r. Założono, że kolejka umożliwi transport do 370 osób na godzinę w obu kierunkach. Jednorazowo będzie można przewieźć na przeciwległy brzeg rzeki 15 pasażerów w czasie około 2,5 minuty. Koszt tej inwestycji ma wynieść około 8 milionów PLN.
Inwestycję zrealizowano i oddano do użytkowania pod koniec 2013 r. Nową kolejkę nazwano Polinka.

## Przedsiębiorstwa

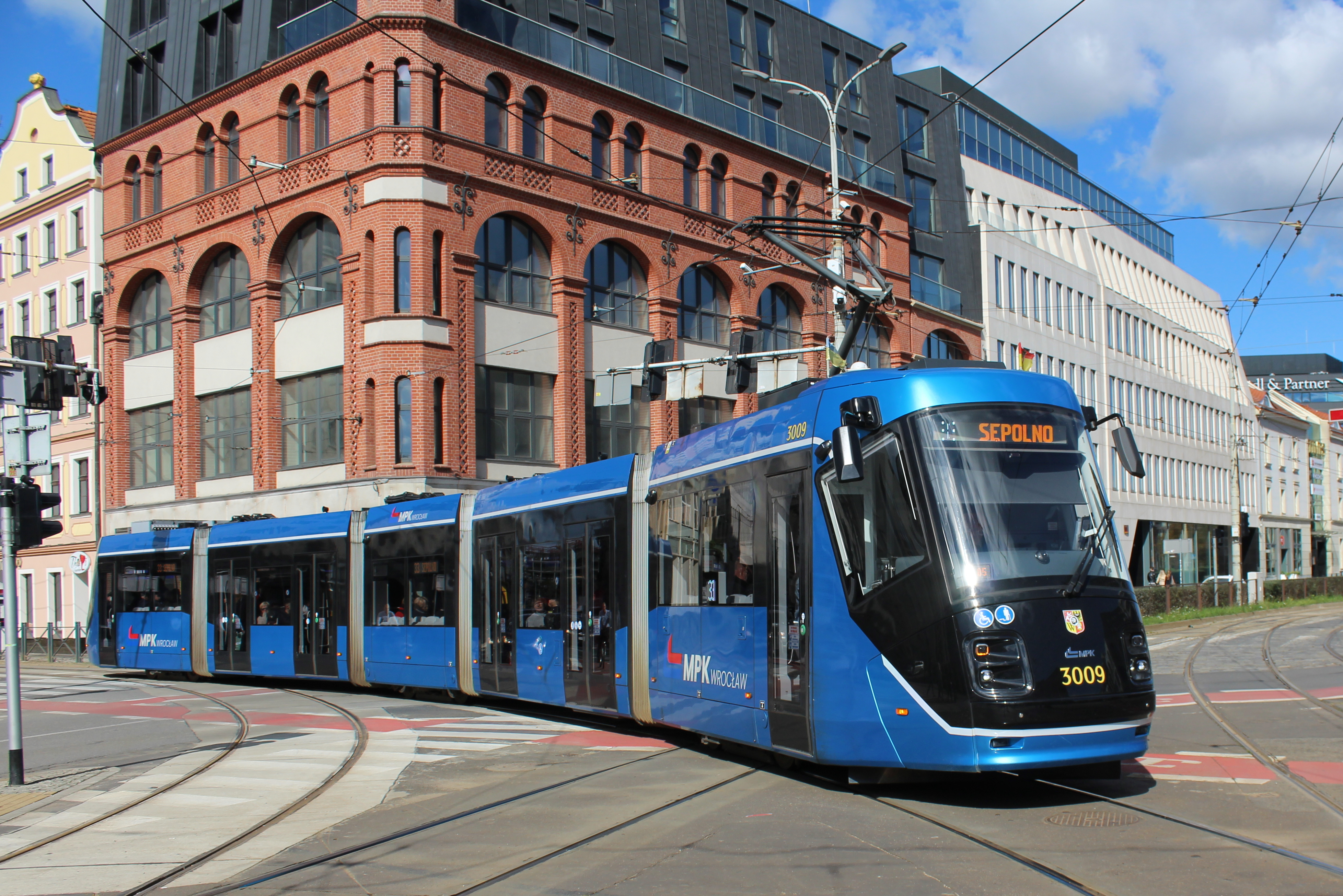
Tramwaj Škoda 16T po modernizacji w zakładach Saatz

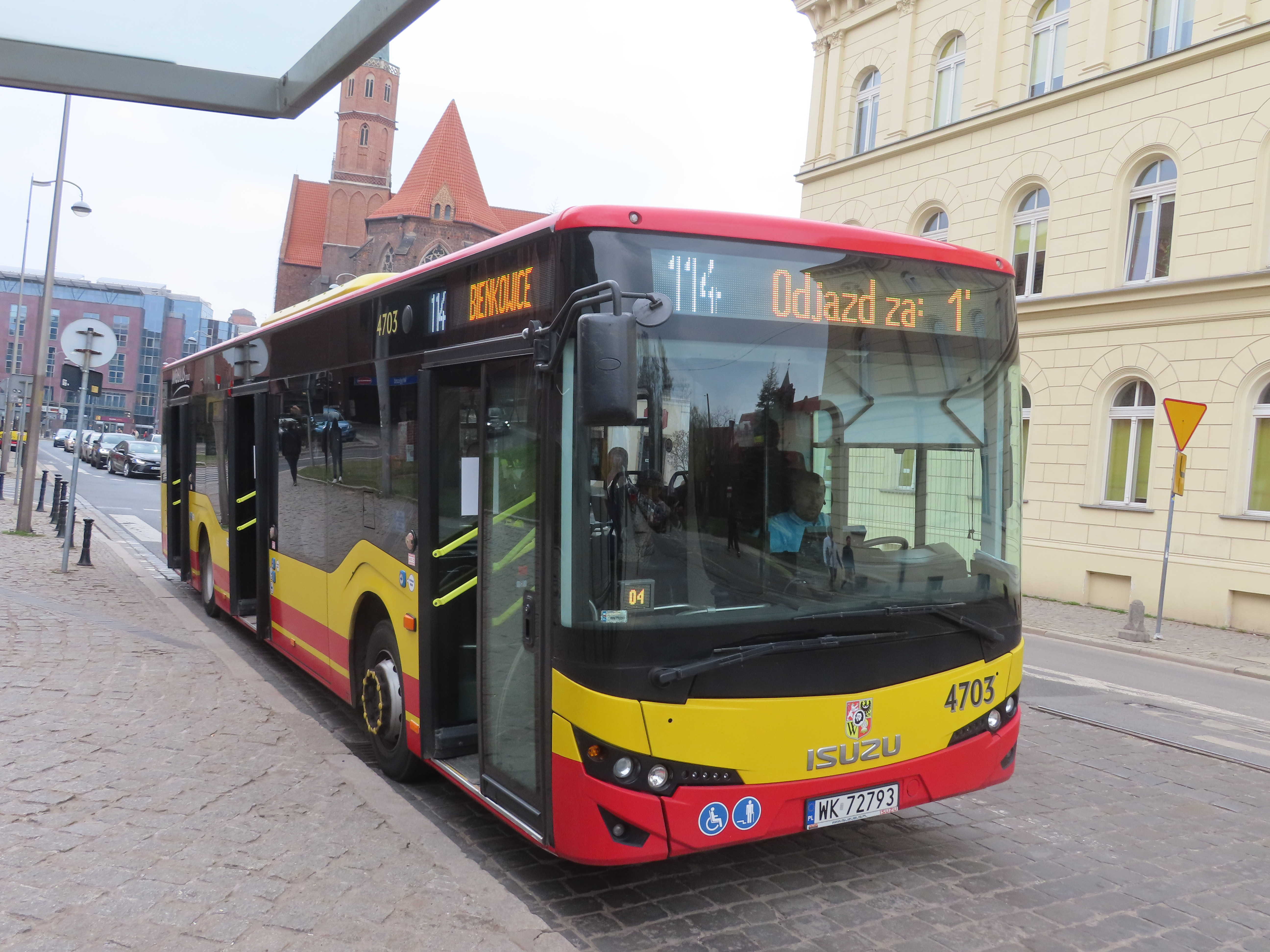
Autobus przewoźnika Mobilis Polska na linii 114

Na przestrzeni historii miasta w zakresie obsługi komunikacji miejskiej i podmiejskiej działały między innymi następujące przedsiębiorstwa:
- Conrad Kissing – omnibusy[2]
- Breslauer Omnibusgesellschaft BOG (Wrocławskie Towarzystwo Omnibusowe) – omnibusy[1][2][3][19]
- Breslauer Straßen-Eisenbahn-Gesellschaft BSEG (Wrocławskie Towarzystwo Kolei Ulicznej) – tramwaje konne i elektryczne[1][4][5][3][19]
- Elektrische Strassenbahn Breslau ESB (Wrocławskie Tramwaje Elektryczne) – tramwaje elektryczne, omnibusy[1][2][5][19]
- Städtische Straßenbahn Breslau SSB (Tramwaje Miejskie Wrocław) – tramwaje elektryczne, autobusy[1][5][6][3][19]
- Breslauer Verkehrsbetriebe BVB (Wrocławskie Zakłady Komunikacyjne) – tramwaje elektryczne, autobusy[1][3][19]
- Zakłady Komunikacyjne miasta Wrocławia ZKMW (od 1945 do 1951 roku) – tramwaje elektryczne, autobusy[15][19]
- Miejskie Przedsiębiorstwo Komunikacyjne MPK (przedsiębiorstwo państwowe) – tramwaje elektryczne, autobusy, taksówki osobowe i bagażowe[1][6][15][19]
- Miejskie Przedsiębiorstwo Komunikacyjne MPK (zakład budżetowy gminy Wrocław) – tramwaje elektryczne, autobusy[1][6][15]
- Miejskie Przedsiębiorstwo Komunikacyjne MPK (spółka z ograniczoną odpowiedzialnością) – tramwaje elektryczne, autobusy, busy dla osób niepełnosprawnych[1][6][15]
- Dolnośląskie Linie Autobusowe DLA[1][6][15][16][19][20][37]
- Polbus[1][6][15][16][20]
- Anter[19]
- PKS[19]
- ARIWA[20]
- TRAKO[16]
- Sevibus Polska[16][18]
- Marco Polo[16]
- i inne.

## Plany i przyszłość

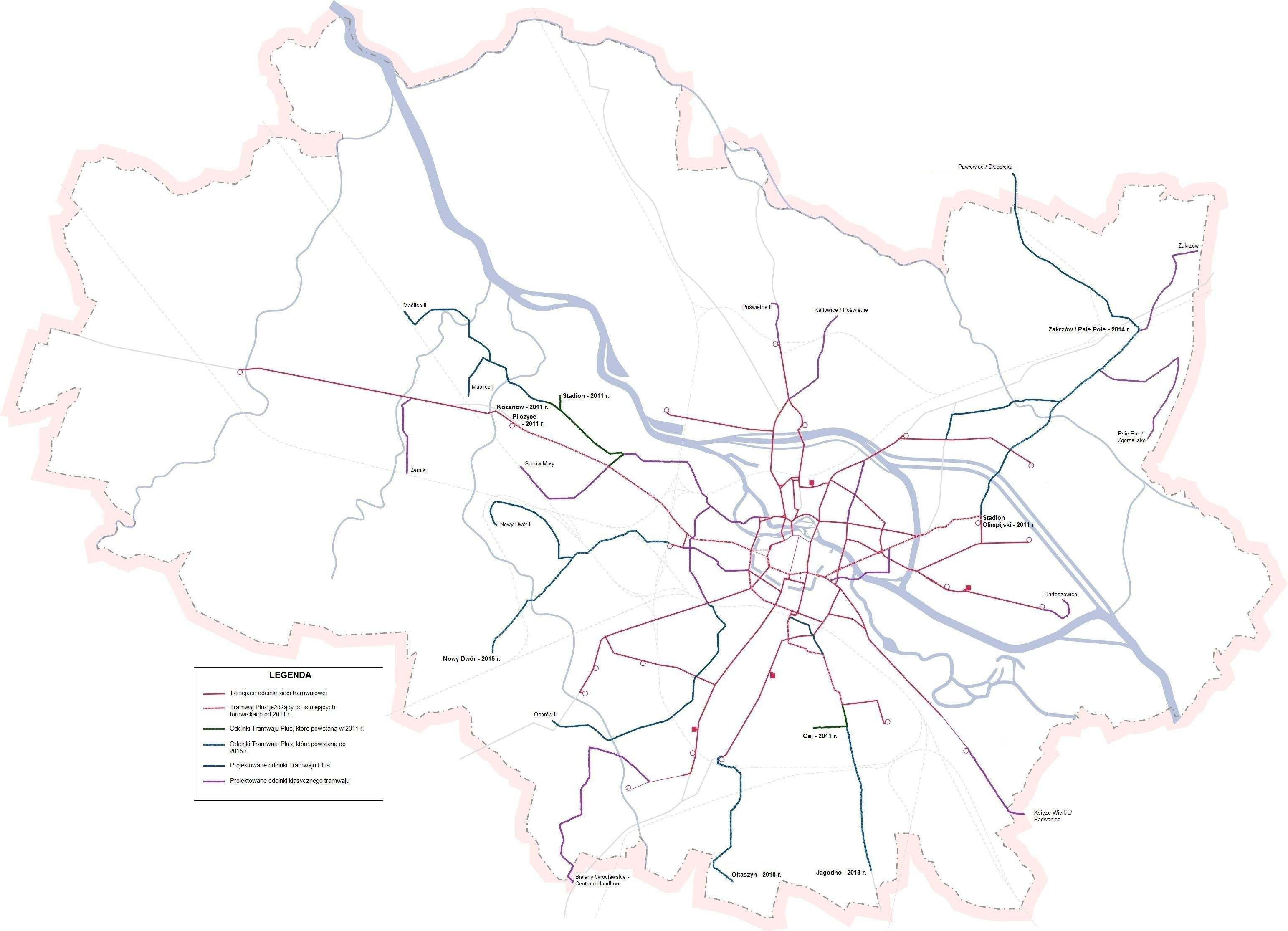
Plany rozwoju sieci tramwajowej we Wrocławiu.

W mieście rozważana była budowa tunelu tramwajowego bądź metra. Takie projekty powstawały już wcześniej. Zarówno przed wojną w latach 30. XX wieku planowano metro, jak i w okresie powojennym pojawiały się takie postulaty. Władze Wrocławia zleciły naukowcom z Polskiej Akademii Nauk wykonanie analizy możliwości i opłacalności budowy podziemnego systemu komunikacji. W 2015 r. odbyło się we Wrocławiu referendum lokalne, w którym 53,3% mieszkańców opowiedziało się przeciwko budowie metra. Rozważane jest także stworzenie kolei aglomeracyjnej oraz szybkiej kolei miejskiej.